# Alan Morgan (Segler)
Alan C. Morgan (* 30. März 1909 in Los Angeles, Kalifornien; † 22. Juni 1984 in Rancho Mirage, Riverside County, Kalifornien) war ein US-amerikanischer Segler und Olympiasieger. 

## Leben und Karriere
Morgan besuchte das College der University of Washington.
Seine berufliche Karriere begann er bei der Douglas Aircraft Company in Long Beach und als Testpilot für die Menasco Motors Company sowie von Loughead Bros., aus dem später Lockheed hervorging. Er arbeitete auch als Frachtpilot für Transcontinental Air Transport, dem Vorläufer von Trans World Airlines (TWA). 1940 wechselte er zur Northrop Corporation und wurde dort später ein Vize-Präsident; 1970 ging er in Rente.
Morgan gehörte dem California Yacht Club an. Im Alter von 23 Jahren nahm er an den X. Olympischen Sommerspielen 1932 in Los Angeles teil und holte als Besatzungsmitglied der Angelita von Owen Churchill, in der gemischten 8-Meter-Klasse, mit acht Punkten die Goldmedaille – vor dem kanadischen Team an Bord der Santa Maria mit vier Punkten. Die vier Wettkämpfe im Segeln fanden zwischen dem 5. und 8. August 1932 im Hafen von Los Angeles, dem „Port of Los Angeles“ in der Bucht von San Pedro statt; es gab nur zwei Boote in dieser Klasse und somit keine Bronzemedaille. Dem US-amerikanischen Team der Angelita gehörten – neben Morgan und Churchill – John Biby, Alphonse Burnand, Kenneth Carey, William Cooper, Pierpont Davis, Karl Dorsey, John Huettner, Thomas Webster, Robert Sutton und Richard Moore an.
Er war Mitglied der „Quiet Birdmen“, einer Vereinigung bekannter Flieger, und des Safari Club International (SCI).
Morgan lebte nach seiner Pensionierung im Thunderbird Country Club in der Nähe von Palm Springs; er verstarb im Alter von 75 Jahren an Krebs und wurde von seiner Ehefrau Ruby überlebt.